# Керкіон
Керкіон (грец. Κερκύονας) — жорстокий елевсінський велетень, якого переміг Тесей.
Син Бранха і Аргіопи (або син Посейдона). Або син Гефеста. Або син Посейдона і дочки Амфіктіона.
Поховав заживо свою дочку Алопу, коли дізнався про її любовний зв'язок з Посейдоном.
Був відомий тим, що зустрічаючи подорожніх на дорозі між Елевсіна і Мегарою, змушував їх боротися з собою і вбивав.
Загинув від рук Тесея, що йшов в Афіни на пошуки свого батька, , який переміг його не тільки за допомогою фізичної переваги, але і вміння, поклавши початок мистецтву боротьби.
Дійова особа сатиричних драми Есхіла «Керкіон» (фрагмент 102 Радт) і трагедії Евріпіда «алопе».
Це ім'я носив також: Керкіон — міфічний цар Аркадії.